# María Estuardo (1605-1607)
María de Inglaterra, Escocia e Irlanda (Palacio de Greenwich, 8 de abril de 1605 – Stanwell Park, Stanwell, 16 de septiembre de 1607), fue una hija de Jacobo VI de Escocia y I de Inglaterra y de Ana de Dinamarca.

## Biografía
María fue la primera hija nacida de Jacobo VI, después de suceder a Isabel I de Inglaterra como rey de Inglaterra, por lo que fue la primera princesa de Gran Bretaña, aunque en ese entonces no se llamaba así. Su nacimiento fue por lo tanto esperado con mucho entusiasmo por los escoceces y los ingleses. 
Como la niña se convirtió en la primera hija de Jacobo VI nacida después de su ascenso al trono inglés, fue en efecto la primera princesa de Gran Bretaña, los habitantes de ambos reinos esperaban con ansias su nacimiento. Mucho antes, estallaron feroces disputas en el ambiente aristocrático con respecto a la distribución de asientos en la corte del futuro miembro de la casa real. Al mismo tiempo, por orden del Rey, se creó un armario de terciopelo, seda y tafetán para el futuro príncipe o princesa. Todos los preparativos para el nacimiento de María le costaron a la corona 300 libras.
Finalmente, en el Palacio de Greenwich, Ana dio a luz a una niña. Aunque los súbditos del rey Jacobo se decepcionaron un poco, el nacimiento de la primera princesa de los dos reinos unidos era un motivo de celebración. A lo largo de los reinos, las hogueras se encendieron y las campanas de las iglesias repicaron durante todo el día; las celebraciones se vieron alentadas por el hecho de que habían transcurrido 68 años desde el nacimiento de un niño de un soberano inglés, el último de ellos había sido Eduardo VI de Inglaterra. Los preparativos para el bautismo real comenzaron inmediatamente después de su nacimiento. Se decidió llevarlo a cabo en la capilla del Palacio de Greenwich. 
María fue confiada al cuidado de Sir Tomás Knyvet, y enviada a Stanwell, Middlesex, la residencia del Sr. Knyvet. Se le dio £20 por semana para la dieta de la princesa y el costo de su habitación, que contaba con varios sirvientes, pero el propio Rey pagaba sus salarios. Isabel Hayward, esposa de Knyvet, cuidó mucho de su "carga real" durante su corta vida.

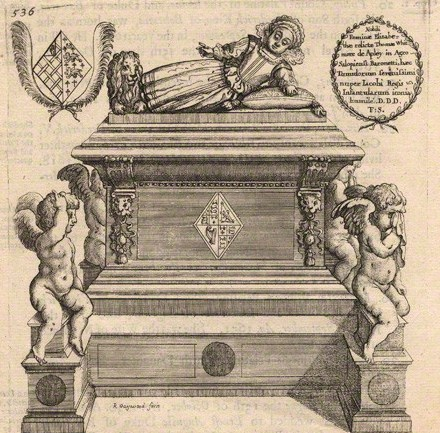
Fragmento de un grabado que representa la tumba de María creada por Maximilian Colt.

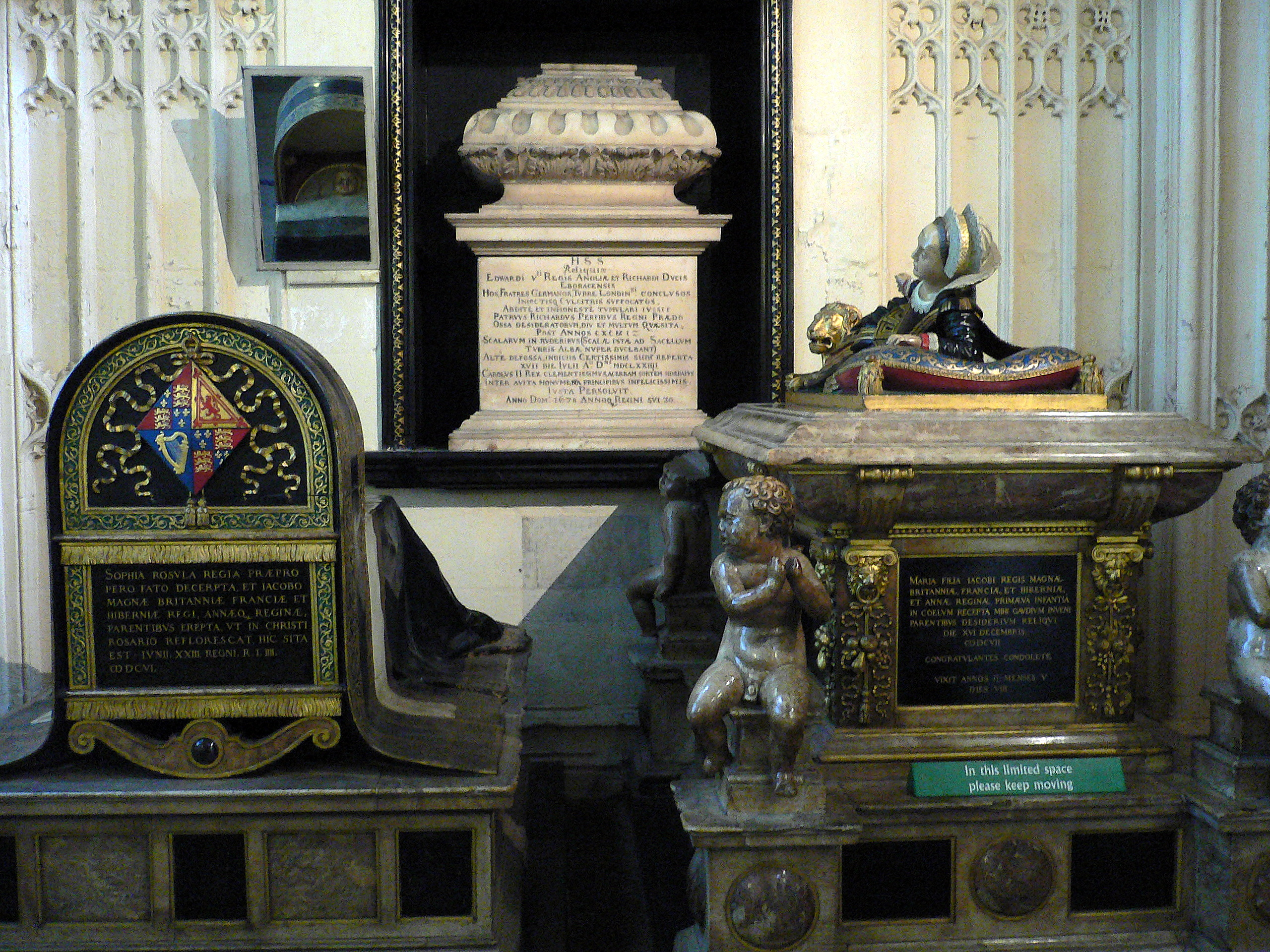
A la derecha tumba de María Estuado, vista desde perfil.

## Fallecimiento
Alrededor de los 17 meses de edad, María contrajo un fuerte resfriado que luego se convirtió en neumonía. Sufría de fiebre constante y la reina Ana fue llamada a Stanwell y visitaba a su hija con frecuencia. Finalmente murió el 16 de septiembre de 1607, y de inmediato, el Conde de Worcester, el Conde de Leicester y el Conde de Totnes, fueron al Palacio de Hampton Court, a informar a la reina de la muerte de su hija. Al ver a los tres hombres, la reina Ana se dio cuenta de lo que había pasado y salvó a así a los caballeros de decirle la noticia.
La ceremonia funeral tuvo lugar en la Abadía de Westminster y su cuerpo fue embalsamado y enterrado junto a su hermana, la princesa Sofía.
En la tumba de María se erigió una efigie de marfil blanco obra del escultor flamenco Maximilian Colt, una niña acostada en una cama, apoyada en su mano izquierda; la niña está vestida con un traje de adulto con un corpiño con cuello Medici y una gorra francesa. En las esquinas del sepulcro, decorado con frutas, cintas y escudos de armas de alabastro, hay cuatro querubines y a los pies de María hay un león real. En la lápida con errores en los cálculos y las fechas, estaba grabada una inscripción en latín que traducida decía: «Yo, María, hija de Jacobo, rey de Gran Bretaña, Francia e Irlanda, y la reina Ana, fui llevada al Cielo en la primera infancia, encontrando alegría para mí, pero trayendo dolor a mis padres. 16 de diciembre de 1607. Celebra, llora: vivió solo 1 año, 5 meses y 88 días». En 1957, las tumbas de María y Sofía fueron restauradas y repintadas.